# Kožichovice
Kožichovice é uma comuna checa localizada na região de Vysočina, distrito de Třebíč.